# Chiesa di San Michele Arcangelo (Prevalle)
La chiesa di San Michele Arcangelo è la parrocchiale di Prevalle Sopra, quartiere di Prevalle, in provincia e diocesi di Brescia; fa parte della zona pastorale della Morenica del Garda.

## Storia
Le prime attestazioni di una chiesa dedicata a San Michele risalgono al XII secolo; questo luogo di culto, originariamente filiale della pieve di Santa Stefania di Nuvolento, il 15 ottobre 1462 con decreto del vescovo Bartolomeo Malipiero se ne affrancò venendo reso autonomo.
Nel 1565 il vescovo di Brescia Domenico Bollani trovò la chiesa in pessimo stato, e così pure nel 1580 l'arcivescovo di Milano Carlo Borromeo, il quale ordinò che fosse restaurata.
Dalla relazione della visita pastorale del 1702 del vescovo Marco Dolfin s'apprende che la chiesa, in cui erano ospitati cinque altari, aveva alle proprie dipendenze la comparrocchiale di San Zenone e un oratorio appartenente alle monache di Santa Maria degli Angeli di Brescia.
La parrocchiale venne ricostruita nell'Ottocento e consacrata nel 1872; negli anni venti e quaranta del secolo successivo l'organo fu rimaneggiato.
In epoca postconciliare la parrocchiale venne adeguata alle nuove norme mediante l'aggiunta dell'altare rivolto verso l'assemblea; il 14 aprile 1989, secondo quanto stabilito dal Direttorio diocesano per le zone pastorali, la chiesa entrò a far parte della neo-costituita zona pastorale della Morenica del Garda.

## Descrizione

### Esterno

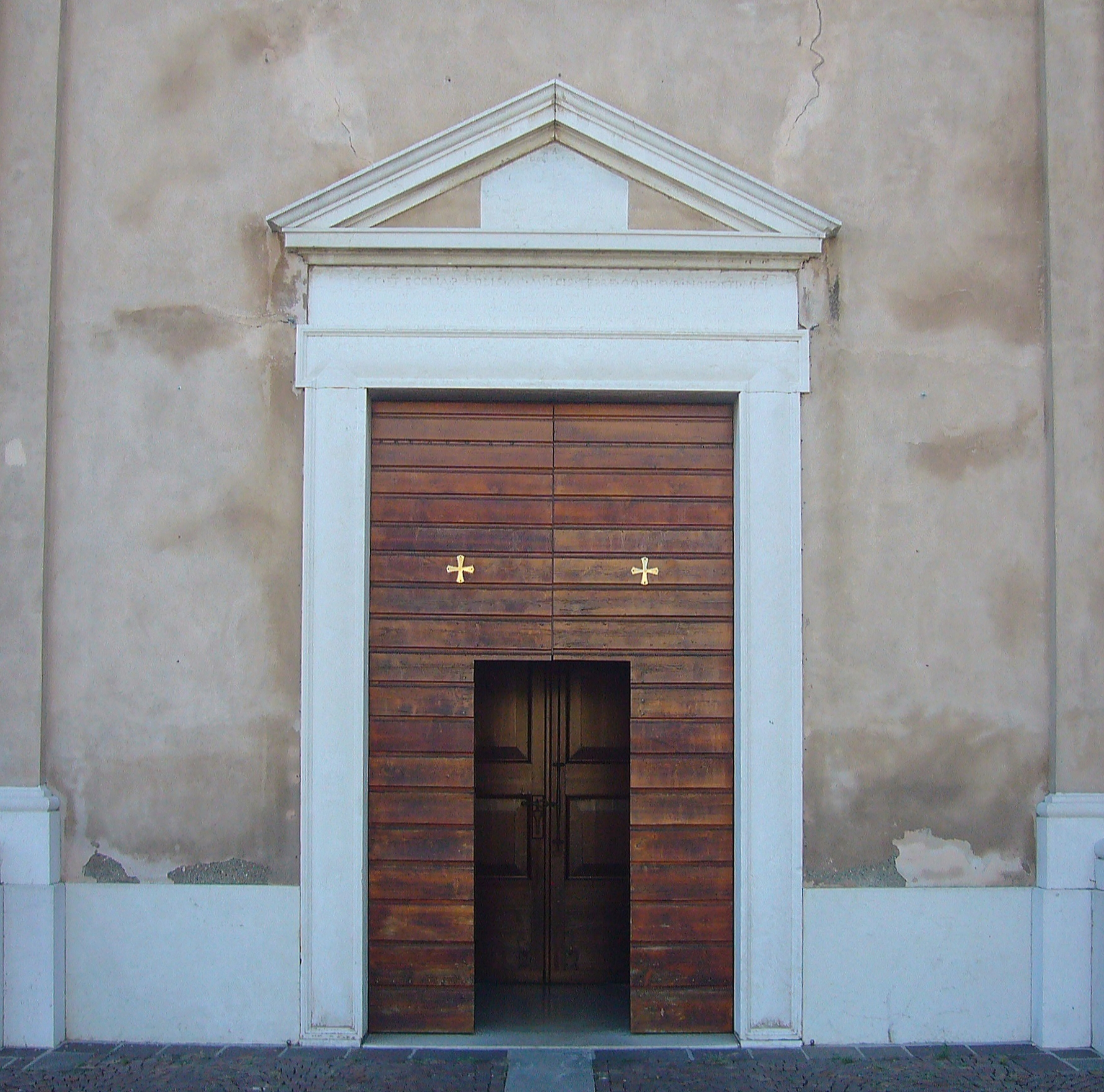
Il portale

La facciata a capanna della chiesa, rivolta a occidente, presenta centralmente il portale d'ingresso timpanato e sopra una finestra semicircolare ed è scandita da quattro lesene con capitelli corinzi sorreggenti il frontone dentellato.
Annesso alla parrocchiale è il campanile in pietra a base quadrata, la cui cella presenta su ogni lato una monofora a tutto sesto ed è coronata da una merlatura in stile guelfo.

### Interno
L'interno dell'edificio è costituito da una sola navata, sulla quale si affacciano le cappelle laterali, introdotte da archi a tutto sesto, e le cui pareti sono scandite da lesene scanalate sorreggenti un cornicione aggettante e modanato sopra il quale s'imposta la volta a vela; al termine dell'aula si sviluppa il presbiterio, rialzato di alcuni gradini e chiuso dalla parete di fondo piatta.
Qui sono conservate diverse opere di pregio, tra le quali il quadro dei Santi Fermo e Rustico, realizzato nel 1763 forse da Bernardino Podavini, la pala con la Cristo morto deposto da Giuseppe di Arimatea su un giaciglio attorniato dalla Vergine, San Giovanni e dalla Maddalena, di autore ignoto, una statua lignea della Beata Vergine Maria, risalente al XVI secolo, la tela raffigurante San Michele che caccia Satana, eseguita da Antonio Campi, l'altare maggiore, costruito nel 1767 da Paolo Ogna, la pala che rappresenta la Madonna col Bambino e san Giuseppe insieme ai Santi Cappuccini Giuseppe da Leonessa e Fedele da Sigmaringa, firmata da Sante Cattaneo, autore pure della Via Crucis, l'organo, costruito nel 1867 dalla ditta Tonoli, e l'affresco ritraente la Madonna col Bambino sopra le nubi con ai piedi i Santi Girolamo e Rocco, dipinto da Pietro Marone.